# プラットホーム (Salyuの曲)
「プラットホーム」は、2006年11月1日にトイズファクトリーから発売されたSalyuの8枚目のシングル。

## 概要
1曲目は2006年の映画『地下鉄に乗って』の主題歌に、2曲目は2010年の映画『BANDAGE』の挿入曲としてそれぞれ採用された。

## 収録曲
1. プラットホーム（4:58）
2. 夜の海 遠い出会いに（5:15）
3. 行きたいところ（4:23）

3曲とも作詞・作曲・編曲小林武史

## 収録アルバム
- 『TERMINAL』 (#1, #2)
- 『Merkmal』 (#1, #2)
- 『ANOTHER BANDAGE（「BANDAGE」サウンドトラック）』 (#2)

## カバー
プラットホーム
- 中納良恵（2024年12月18日、トリビュート・アルバム『Salyu 20th Anniversary Tribute Album "grafting"』に収録）